# Villa Bisignano
Villa Bisignano (villa dei Sanseverino principi di Bisignano e conti di Chiaromonte), nota anche come villa Roomer, o ancora palazzo Rodinò (dal nome degli ultimi proprietari cui pervenne per via matrimoniale poiché l'ultima erede femmina dei Bisignano sposò un Rodinò di Miglione), è una delle ville vesuviane censite e tutelate dall'Ente per le ville vesuviane del Miglio d'oro. Si trova a Napoli, nel quartiere Barra.

## Descrizione
La villa fu fatta edificare nel 1500 circa, dalla famiglia Carafa di Maddaloni e fu ampliata nel 1630, per volontà del banchiere fiammingo e nuovo proprietario Gaspare Roomer, il quale vi ospitò anche la sua famosa collezione di opere d'arte. All'interno della Villa sono presenti affreschi di Aniello Falcone datati 1647, che l'artista eseguì per il Roomer, i quali raffigurano una grande battaglia e Storie di Mosè. La decorazione della volta di quella che fu la libreria del celebre personaggio, è decorata con cinque affreschi: La Battaglia tra Israeliti ed Amalachiti, L'Attraversamento del Mar Rosso, L'Adorazione del serpente di bronzo", Mosè fa scaturire l'acqua dalla rupe, ed Il Ritrovamento di Mosè.
L'aspetto attuale dell'edificio risente dei restauri settecenteschi e delle modifiche volute dai successivi proprietari, i Sanseverino principi di Bisignano e conti di Chiaromonte.
L'intero complesso architettonico, mutilato del parco che ospitava l'Orto botanico e pregevoli sculture, si presenta in un buono stato di conservazione. È possibile distinguere l'impronta architettonica delle varie epoche costruttive.  L'impianto centrale reca infatti l'orma del gusto cinquecentesco nella pianta rettangolare ed è concepito secondo uno schema modulare; mentre la torre, che contraddistingue l'edificio, è forse memoria delle ville turrite che sorgevano a Barra già alla fine del XV secolo.
La pianta del palazzo è a U, aperta sul cortile porticato, i cui ampi spazi si aprivano, come si legge nella Mappa del Duca di Noja del 1775, sul viale che dava accesso al parco. Sul portico e sulle ali laterali del cortile corre una vasta terrazza, con una balaustra in piperno finemente scolpita e rivolta verso la vista del Vesuvio e del mare.
Cortile e terrazze fanno supporre che in passato siano stati usati per feste e spettacoli teatrali: l'architettura stessa faceva da scenografia di grande effetto. Si crea un efficace gioco espressivo tra l'austera solidità del piano terra e l'elegante leggerezza delle logge del primo piano, dove la scala, aperta a tre rampanti, funge da garbato elemento di connessione.
I lavori sono ricordati anche da una lapide murata nell'androne, datata 1776.
Per numerosi anni la villa è stata sede della scuola media statale Giulio Rodinò.